# دی‌متیل تری‌سولفید
دی‌متیل تری‌سولفید (به انگلیسی: Dimethyl trisulfide) با فرمول شیمیایی C۲H۶S۳ یک ترکیب شیمیایی با شناسه پاب‌کم ۱۹۳۱۰ است. که جرم مولی آن ۱۲۶٫۲۶ g/mol می‌باشد. شکل ظاهری این ترکیب، مایع بی‌رنگ است.